# シンフォニックジャズ
シンフォニックジャズ（英: symphonic jazz）、またはオーケストラル・ジャズは、ジャズ風表現を伴う管弦楽曲や交響曲などのクラシック音楽ジャンルのひとつ。

## 起源
ポール・ホワイトマン楽団が1924年2月12日にニューヨークのイオリアン・ホールで開いた「An Experiment in Modern Music」において発表されたジョージ・ガーシュウィンの『ラプソディ・イン・ブルー』に対して、ジャーナリストが「シンフォニックジャズ」と名付けたことに由来する。ただし、ガーシュウィン自身は「Jazz Band and Piano」と呼んでいた。また、そのアレンジはホワイトマン楽団専属の作曲・編曲家ファーディ・グローフェによってなされたものである。

## 歴史
『ラプソディ・イン・ブルー』の成功により、シンフォニックジャズといえば1920年代のホワイトマンとガーシュウィンの共同作業によってなされた作品群をさすことが多いが、グローフェによる『グランド・キャニオン』もシンフォニックジャズ的作品といえる。また、モートン・グールド、リロイ・アンダーソンにも作品がある。
逆にジャズ界からは、デューク・エリントンの『シンフォニック・エリントン』、ジョン・ルイスの『ユーロピアン・ウィンドー』などの作品があり、双方の分野からの融合がみられる。エリントンの楽団にはジョニー・ホッジス、ベン・ウェブスター、ク－ティ・ウィリアムズらが所属し、ビリー・ストレイホーンとの30年近い音楽的共同作業も見られた。エリントンのキャリアは、戦前のスウィング時代から戦後も含めて、長期間続いた。